# Kornel Ścibor-Rylski
Kornel Maria Maciej Ścibor-Rylski herbu Ostoja niem. Kornel Ritter Rylski von Groß-Scibor (ur. 21 września 1835 we wsi Kniesioło, zm. 7 października 1891 we Lwowie) – inżynier, generał major armii Austro-Węgier.
Pochodził ze szlacheckiej rodziny, był synem ziemianina, właściciela majątków na terenie Galicji. Służbę wojskową rozpoczął w 1853 po ukończeniu Akademii Inżynieryjnej w Wiedniu. Został przyjęty do 2 pułku inżynieryjnego jako porucznik. W latach 1855–1856 kształcił się na Wyższym Kursie Inżynieryjnym, który zaliczył uzyskując ocenę celującą. W latach 1856– 1863 zatrudniony był w Sztabie Inżynieryjnym. W 1859 podczas kampanii we Włoszech awansował na stopień kapitana. W 1864 przeniesiony został do Akademii Inżynieryjnej w której był wykładowcą przez kolejne 4 lata. W 1868 powrócił do służby liniowej w 1 pułki inżynieryjnym i dowodził kompaniami inżynieryjnymi w Budzie i Kotorze. 
W 1870 został zatrudniony w Dyrekcji Inżynieryjnej w Krakowie, gdzie projektował umocnienia dla twierdzy, od 1873 dowodził batalionem inżynieryjnym szkoląc ochotników jednorocznych i podoficerów. W 1876 otrzymał awans na stopień majora powrócił do Sztabu Inżynieryjnego na stanowisko dyrektora budownictwa wojskowego w Brnie. W latach 1878–1879 podczas okupacji Bośni i Hercegowiny był szefem 3 Korpusu Armijnego a następnie szefem inżynieryjnym nowo utworzonego Dowództwa Generalnego w Sarajewie, kierował pracami fortyfikacyjnymi w Visegrádzie. W 1879 został awansowany na stopień podpułkownika i na swoją prośbę urlopowany na rok z armii. W latach 1881–1882 dowodził batalionem 2 pułki inżynieryjnego stacjonującym w Krems. 
W 1883 otrzymał awans na pułkownika i objął stanowisko szefa inżynieryjnego w 10 Korpusie w Brnie. Stąd przeszedł na analogiczne stanowisko do 11 Korpusu do Lwowa. Tutaj pozostał do końca służby w wojsku. W stan spoczynku przeszedł 17 lipca 1891 jako tytularny generał-major wkrótce potem zmarł. Był żonaty miał dwóch synów z których Kazimierz poszedł w ślady ojca wybierając karierę wojskową.